# El Ghedir
El Ghedir est une commune de la wilaya de Skikda en Algérie.